# Arduino Fio

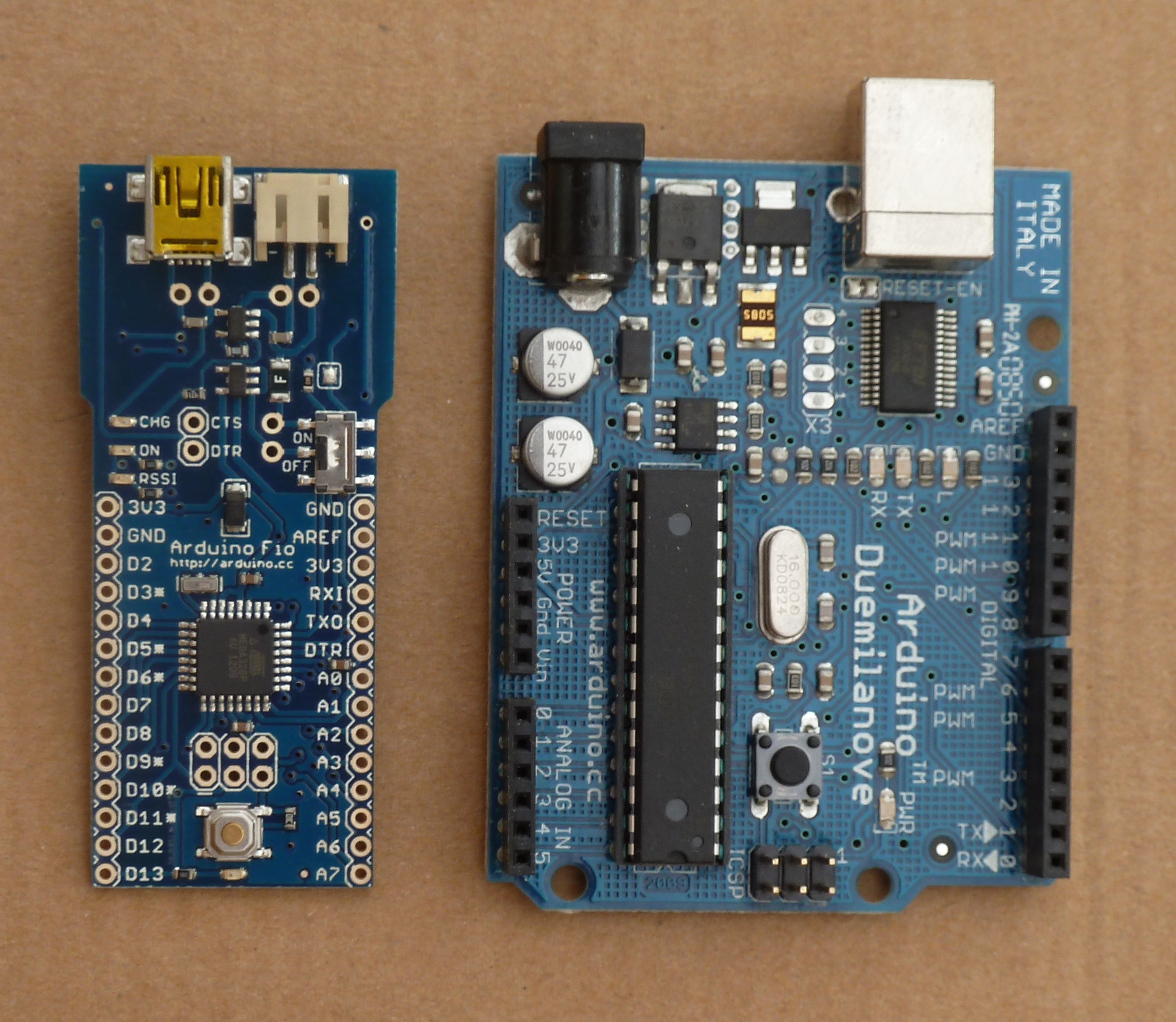
Obrázek na kterém je Arduino Fio

Arduino Fio je v informatice název malého jednodeskového počítače založeného na mikrokontrolerech ATmega od firmy Atmel.
Tato deska je přizpůsobena k připojení bezdrátových modulů, nebo ke komunikaci s externími zařízeními.

## Technické informace
| Mikroprocesor                    | ATmega328P              |
| Provozní napětí (logická úroveň) | 3.3V                    |
| Vstupní napětí (doporučeno)      | 3.35 - 12V              |
| Počet digitálních I/O pinů       | 14 pinů, z toho 6 s PWM |
| Počet analogových vstupů         | 8 pinů                  |
| Proudové zatížení na 1 pin       | 40 mA                   |
| Flash paměť                      | 32 KB                   |
| SRAM                             | 2 KB                    |
| EEPROM                           | 1KB                     |
| Rychlost hodin                   | 8 MHz                   |
| Výška                            | 28 mm                   |
| Šířka                            | 65 mm                   |
| Váha                             | 9 g                     |